# Miguel Pérez Martínez
Miguel Pérez Martínez fou un metge i polític valencià originari de Llíria, diputat a les Corts Espanyoles durant la Segona República.
Militant d'Izquierda Republicana, fou elegit diputat per la província de València a les eleccions generals espanyoles de 1936 dins les llistes del Front Popular. En acabar la guerra civil espanyola va marxar a l'exili.